# Vanderbilt Stadium
O Vanderbilt Stadium é um estádio localizado em Nashville, Tennessee, Estados Unidos, possui capacidade total para 40.550 pessoas, foi a casa do time de futebol americano Tennessee Titans da NFL em 1998, é a casa do time de futebol americano universitário Vanderbilt Commodores football da Universidade Vanderbilt. O estádio foi inaugurado em 1922.